# Міжнародні автомобільні шляхи України
Міжнародні автомобільні дороги — автомобільні дороги державного значення, що суміщаються з міжнародними транспортними коридорами та/або входять до Європейської мережі основних, проміжних, з'єднувальних автомобільних доріг та відгалужень й мають відповідну міжнародну індексацію і забезпечують міжнародні автомобільні перевезення.
Перелік міжнародних автомобільних доріг України, що містить їхню нумерацію, маршрут та протяжність, а також входить до переліку автомобільних доріг загального користування державного значення, які затверджуються Кабінетом Міністрів України кожні три роки та набувають чинності з 1 січня року наступного за роком публікації постанови.

## Чинний перелік міжнародних автомобільних доріг України (станом на 2022 рік)
| Індекс та номер дороги                               | Найменування автомобільної дороги                                            | Протяжність, км |
| ---------------------------------------------------- | ---------------------------------------------------------------------------- | --------------- |
| М01                                                  | Київ — Чернігів — Нові Яриловичі                                             | 241,9           |
| Під'їзди:                                            |                                                                              |                 |
|                                                      | до м. Чернігова                                                              | 13,0            |
|                                                      | до м. Броварів                                                               | 4,8             |
|                                                      | Разом                                                                        | 259,7           |
| М02                                                  | Кіпті — Глухів — Бачівськ (на м. Брянськ)                                    | 254,5           |
| М03                                                  | Київ — Харків — Довжанський (на м. Ростов-на-Дону)                           | 932,7           |
| Під'їзди:                                            |                                                                              |                 |
|                                                      | до м. Харкова                                                                | 13,7            |
|                                                      | до м. Полтави                                                                | 1,1             |
|                                                      | Разом                                                                        | 947,5           |
| М05                                                  | Київ — Одеса                                                                 | 562,5           |
| Під'їзди:                                            |                                                                              |                 |
|                                                      | до м. Білої Церкви                                                           | 2,3             |
|                                                      | до Р19                                                                       | 0,5             |
|                                                      | Разом                                                                        | 565,3           |
| М06                                                  | Київ — Чоп (на м. Будапешт через м. Львів, Мукачево і Ужгород)               | 900,9           |
| Під'їзди:                                            |                                                                              |                 |
|                                                      | до м. Житомира                                                               | 9,0             |
|                                                      | до м. Звягеля                                                                | 4,6             |
|                                                      | до м. Львова                                                                 | 5,7             |
|                                                      | до м. Ужгорода                                                               | 2,3             |
|                                                      | до м. Рівного                                                                | 4,2             |
|                                                      | Разом                                                                        | 926,7           |
| М07                                                  | Київ — Ковель — Ягодин (на м. Люблін)                                        | 494,8           |
|                                                      | Під'їзд до автотермінала на контрольно-пропускному пункті «Ягодин» № 2       | 0,1             |
|                                                      | Під'їзд до автотермінала на контрольно-пропускному пункті «Ягодин» № 3       | 1,8             |
|                                                      | Разом                                                                        | 496,7           |
| М08                                                  | Об'їзд м. Ужгорода — контрольно-пропускний пункт «Ужгород»                   | 17,1            |
|                                                      | Під'їзд до вантажного термінала                                              | 1,1             |
|                                                      | Разом                                                                        | 18,2            |
| М09                                                  | Тернопіль — Львів — Рава-Руська (на м. Люблін)                               | 174,9           |
| М10                                                  | Львів — Краковець (на м. Краків)                                             | 69,8            |
|                                                      | Західний обхід м. Львова                                                     | 15,6            |
|                                                      | Разом                                                                        | 85,4            |
| М11                                                  | Львів — Шегині (на м. Краків)                                                | 71,6            |
| М13                                                  | Кропивницький — Платонове (на м. Кишинів)                                    | 258,5           |
| М14                                                  | Одеса — Мелітополь — Новоазовськ (на м. Таганрог)                            | 691,3           |
| Під'їзди:                                            |                                                                              |                 |
|                                                      | до Р47                                                                       | 2,1             |
|                                                      | Під'їзд до м. Херсона                                                        | 4,1             |
|                                                      | Об'їзд м. Мелітополя                                                         | 16,7            |
|                                                      | Разом                                                                        | 714,2           |
| М15                                                  | Одеса — Рені                                                                 | 299,5           |
| М16                                                  | Одеса — Кучурган (на м. Кишинів)                                             | 58,9            |
| М17                                                  | Херсон — Джанкой — Феодосія — Керч                                           | 403,3           |
| М18                                                  | Харків — Сімферополь — Алушта — Ялта                                         | 703,8           |
| Під'їзди:                                            |                                                                              |                 |
|                                                      | Об'їзд м. Харкова                                                            | 8,0             |
|                                                      | Обхід м. Сімферополя                                                         | 12,1            |
|                                                      | Разом                                                                        | 723,9           |
| М19                                                  | Доманове (на м. Берестя) — Ковель — Чернівці — Тереблече (на м. Бухарест)    | 530,2           |
|                                                      | Під'їзд до м. Чернівців                                                      | 9,1             |
|                                                      | Під'їзд до м. Луцька                                                         | 5,2             |
|                                                      | Разом                                                                        | 544,5           |
| М20                                                  | Харків — Щербаківка (на м. Бєлгород)                                         | 28,4            |
| М21                                                  | Виступовичі — Житомир — Могилів-Подільський (через м. Вінницю)               | 413,4           |
| Під'їзди:                                            |                                                                              |                 |
|                                                      | до м. Бердичева                                                              | 6,5             |
|                                                      | до м. Калинівки                                                              | 0,2             |
|                                                      | Разом                                                                        | 420,1           |
| М22                                                  | Полтава — Олександрія                                                        | 148,2           |
|                                                      | Під'їзд до смт Козельщина                                                    | 2,4             |
|                                                      | Разом                                                                        | 150,6           |
| М23                                                  | Берегове — Виноградів — Велика Копаня                                        | 50,0            |
| М24                                                  | Велика Добронь — Мукачево — Берегове — контрольно-пропускний пункт «Лужанка» | 60,5            |
| Під'їзди:                                            |                                                                              |                 |
|                                                      | до М06                                                                       | 1,6             |
|                                                      | Разом                                                                        | 62,1            |
| М25                                                  | Контрольно-пропускний пункт «Соломоново» — Велика Добронь — Яноші            | 55,1            |
| Під'їзди:                                            |                                                                              |                 |
|                                                      | до контрольно-пропускного пункту «Косино»                                    | 3,8             |
|                                                      | Разом                                                                        | 58,9            |
| М26                                                  | Вилок — Неветленфолу — контрольно-пропускний пункт «Дякове»                  | 20,6            |
|                                                      | Під'їзд до контрольно-пропускного пункту «Вилок»                             | 0,2             |
|                                                      | Під'їзд до контрольно-пропускного пункту «Велика Паладь»                     | 11,2            |
|                                                      | Разом                                                                        | 32,0            |
| М27                                                  | Одеса — Чорноморськ                                                          | 14,1            |
| М28                                                  | Одеса — Южне — М14 з під'їздами                                              | 37,3            |
|                                                      | Об'їзд м. Одеси                                                              | 24,9            |
| Під'їзди:                                            |                                                                              |                 |
|                                                      | до порту «Південний»                                                         | 11,9            |
|                                                      | Разом                                                                        | 74,1            |
| М29                                                  | Харків — Красноград — Перещепине — Дніпро                                    | 198,9           |
|                                                      | до М18                                                                       | 2,4             |
|                                                      | Разом                                                                        | 201,3           |
| М30                                                  | Стрий — Умань — Дніпро — Ізварине (через мм. Вінницю, Кропивницький)         | 1401,7          |
|                                                      | Під'їзди:                                                                    |                 |
|                                                      | до м. Вінниці                                                                | 0,8             |
|                                                      | до м. Хмельницького                                                          | 8,0             |
|                                                      | Під'їзд до аеропорту «Хмельницький»                                          | 0,7             |
|                                                      | Об'їзд м. Дніпра                                                             | 21,9            |
|                                                      | Під'їзд до м. Луганська                                                      | 1,8             |
|                                                      | Під'їзд до м. Знам'янки                                                      | 1,3             |
|                                                      | Разом                                                                        | 1436,2          |
| Загальна протяжність міжнародних автомобільних доріг | Загальна протяжність міжнародних автомобільних доріг                         | 9331,1          |